# موطن الآشوريين

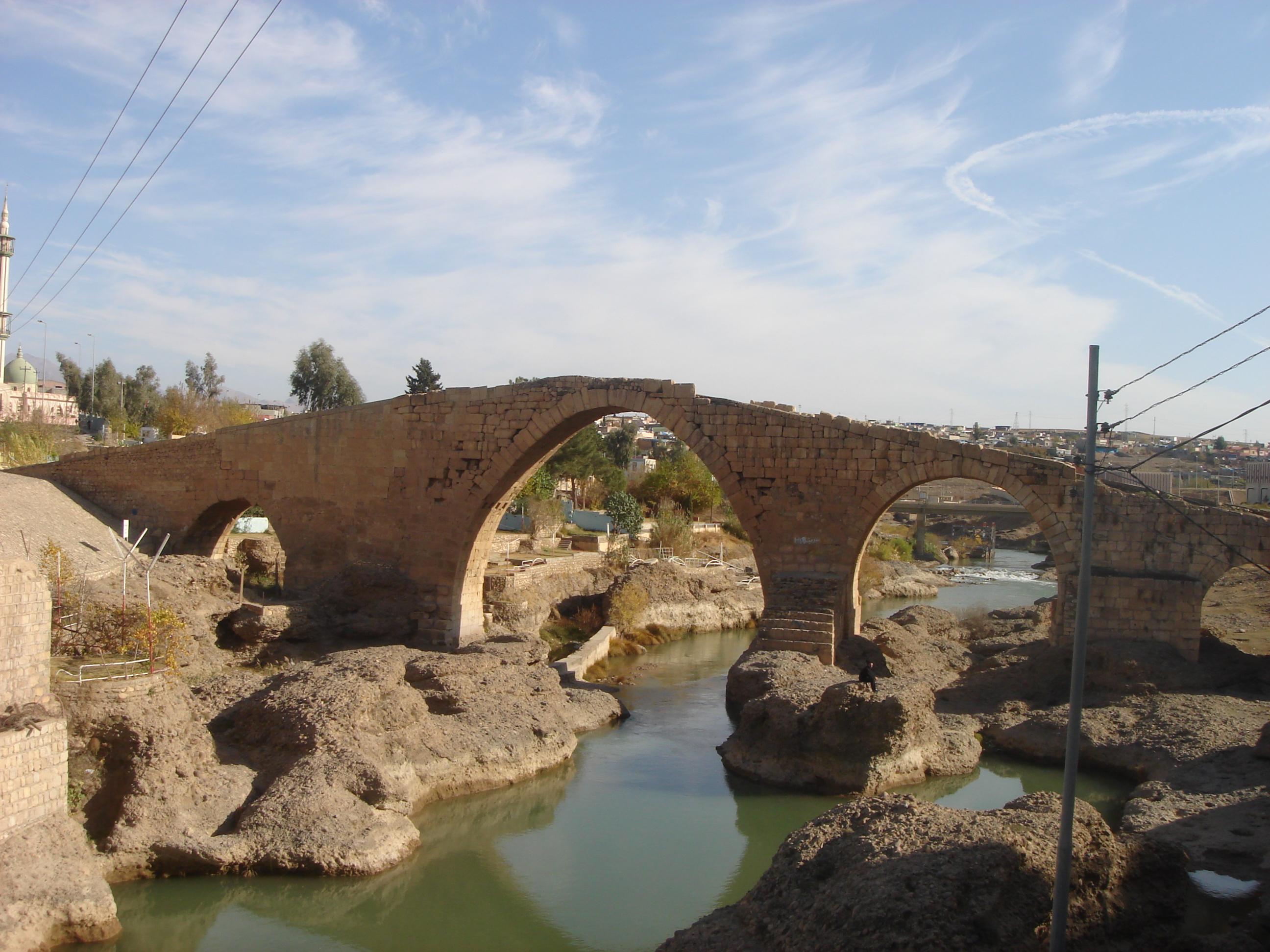
جيشرو دزاخو في زاخو، معلم بارز في المنطقة.

الوطن الآشوري آشور أو (بالسريانية: ܐܬܘܪ) هي منطقة جغرافية ثقافية وتاريخية تقع في شمال بلاد ما بين النهرين والتي كان يسكنها الآشوريون الأصليون. المناطق التي تشكل الوطن الآشوري هي نينوى وجنوب العراق حاليًا وجنوب شرق تركيا وشمال غرب إيران وشمال شرق سوريا. بالإضافة إلى أن أكبر منطقة يتركز فيها الآشوريون في العالم حتى وقت قريب تقع في المثلث الآشوري.
يشكل سهل أورميا في إيران جزءًا من الوطن الآشوري، على الرغم من أن الأذربيجانيين يسكنون جزءًا كبيرًا من سهل أورميا. فإن غالبية الآشوريين في إيران يعيشون في طهران حاليًا.
الآشوريون هم في الغالب مسيحيون، ويلتزمون في الغالب بالطقوس المسيحية الشرقية والغربية. يتكلمون اللغات الآرامية الجديدة، الأكثر شيوعًا؛ الآرامية الآشورية الحديثة والآرامية الجديدة الكلدانية وتورويو.

## التاريخ

### الفترة القديمة

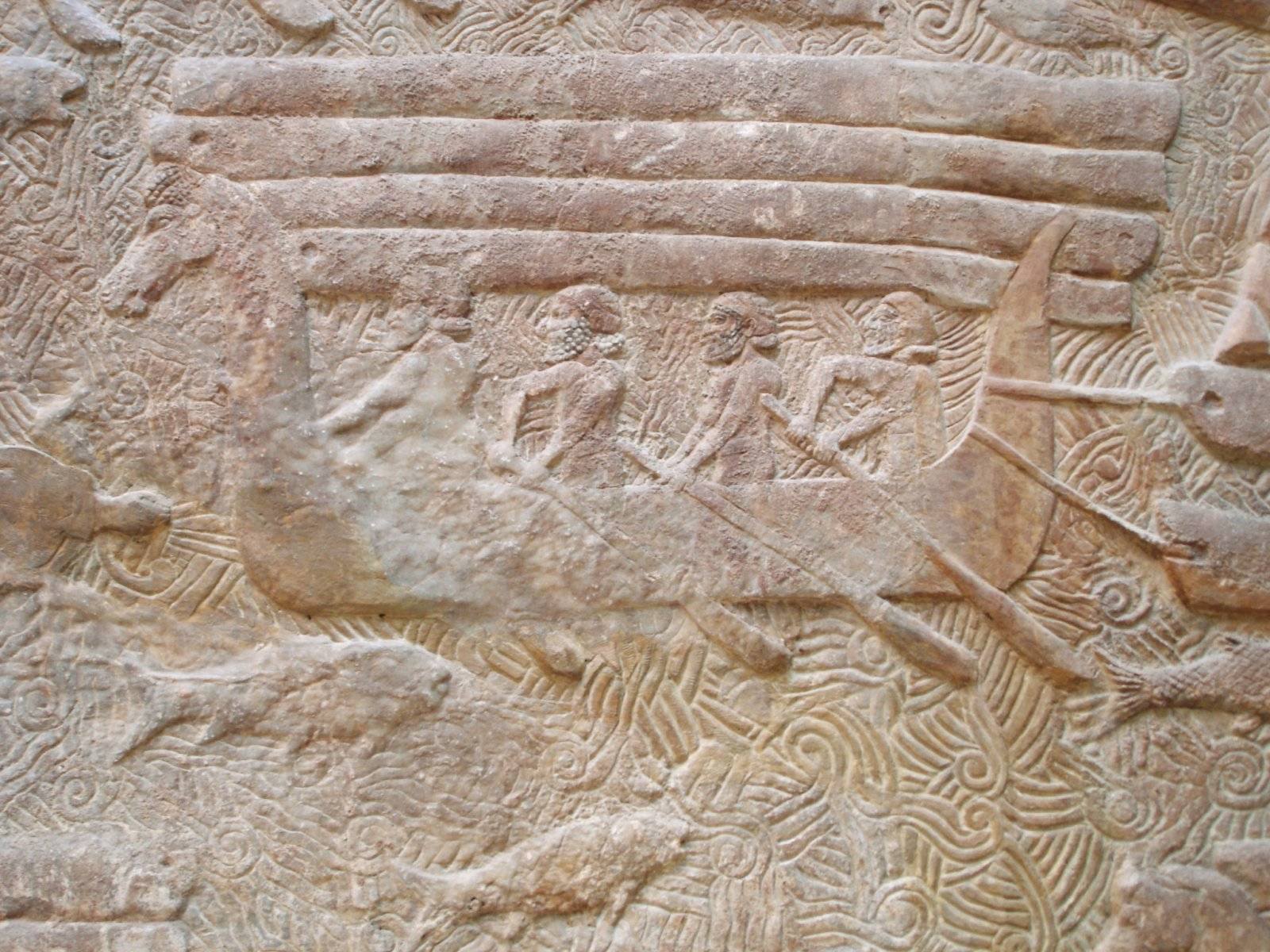
نقش من العاصمة الآشورية دور شروكين، يُظهر نقل الأرز اللبناني (القرن الثامن قبل الميلاد)

على الارجح أن مدينة أشور ونينوى (الموصل الحديثة)، والتي كانت أقدم وأكبر مدينة في الإمبراطورية الآشورية القديمة، إلى جانب بعض من المدن الآشورية الأخرى، قد تم إنشاؤها عام 2600 قبل الميلاد. ومع ذلك فمن المحتمل أنها كانت في البداية مراكز إدارية يحكمها السومريون. في أواخر القرن السادس والعشرين قبل الميلاد، ذكر إياناتوم من لجش، الحاكم السومري والمسيطر على بلاد ما بين النهرين، «ضرب سوبارتو» (سوبارتو هو الاسم السومري لآشور). وبالمثل، في حوالي مطلع القرن الخامس والعشرين قبل الميلاد، لوغال أني موندو، ملك الدولة السومرية في أداب، ذكر سوبارتو بأنه يدفع الجزية له.
يتحدث الاشوريون اللغة الآرامية، وهم ينحدرون من سكان بلاد ما بين النهرين العليا قبل الإسلام. لقد اُعتمدت اللغة الآرامية القديمة من قبل سكان الإمبراطورية الآشورية الحديثة، حوالي القرن الثامن قبل الميلاد، وظلت هذه اللهجات الشرقية مستخدمة على نطاق واسع في جميع أنحاء بلاد ما بين النهرين العليا خلال الفترتين الفارسية والرومانية، حتى اليوم. تطورت اللغة السريانية في آشور الأخمينية خلال القرن الخامس قبل الميلاد.
خلال الفترة الآشورية، سميت دهوك نوهادرا (وكذلك بيت نوهادرا أو ناردا)، واستقلت بيت نهدرة شبه استقلال خلال الحكم الفرثي الساساني في آشور (من 160 قبل الميلاد إلى 250 م). شملت الممالك الآشورية الحديثة في آشور، أيضًا أديابين، وأسروين، وآشور، ووبيت جارماي.

### بداية ظهور المسيحية

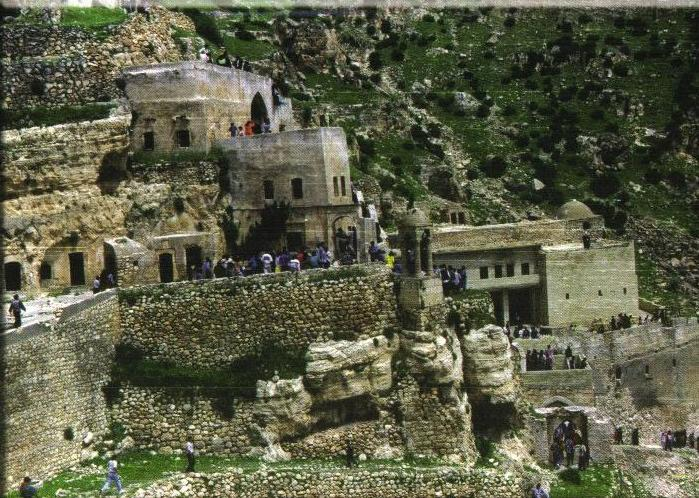
دير الربان هرمزد.

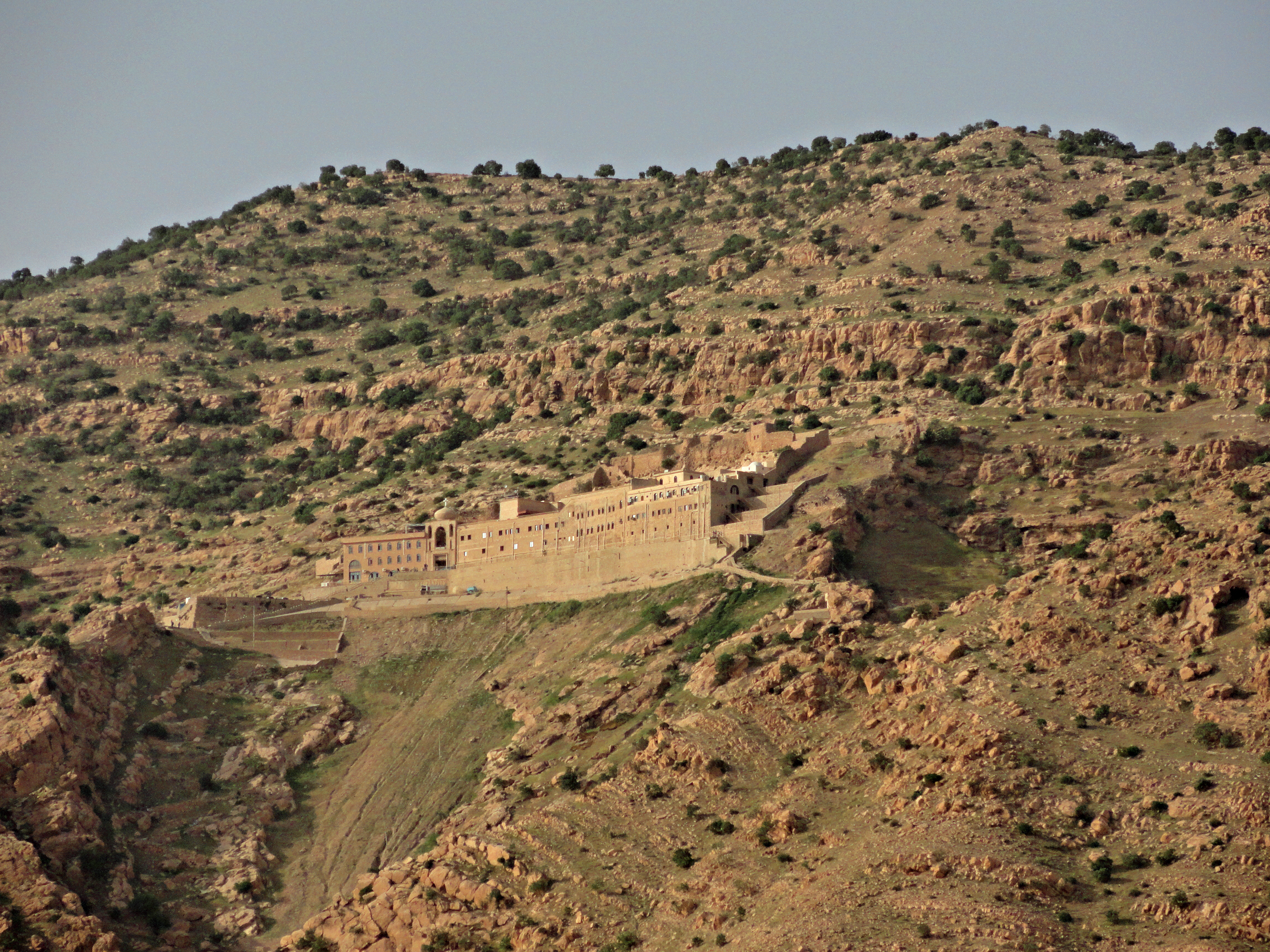
دير مار متي في قرية ميركي الآشورية.

انتشرت المسيحية السريانية بين الآشوريين بين القرن الأول والثالث بعد الميلاد مع تأسيس كنيسة المشرق في آشور متزمنةً مع الأدب السرياني.
حدث الانقسام الأول بين المسيحيين السريان في القرن الخامس، عندما تم فصل المسيحيين الآشوريين من الإمبراطورية الفارسية الساسانية في بلاد ما بين النهرين عن أولئك في بلاد الشام بسبب الانقسام النسطوري. يعود سبب هذا الانقسام إلى السياسات السائدة في ذلك الوقت ويعود الفضل إلى الأرثوذكسية اللاهوتية. صارت طيسفون، التي كانت في ذلك الوقت العاصمة الساسانية، في النهاية عاصمةً لكنيسة الشرق. وخلال الفترة المسيحية، تحولت نوهادرا إلى أبرشية داخل الكنيسة الآشورية الشرقية، مدينة الصدياب (أربيل).
تمرد العديد من المسيحيين السريان داخل الإمبراطورية الرومانية ضد قراراتها، بعد مجمع خلقيدونية عام 451. ثم قسمت بطريركية أنطاكية بين شركة خلقيدونية وغير خلقيدونية. يُطلق على الخلقيدونيين غالبًا لقب «الملكيين» ويعني حزب الإمبراطور، في حين وُصف خصومهم بأنهم ذوو الطبيعة الأحادية أي الذين يؤمنون بطبيعة المسيح الواحدة بدلاً من طبيعتين، واليعاقبة (بعد يعقوب البرادعي). لقد وجدت الكنيسة المارونية نفسها محاصرة بينهما، لكنها تدّعي الولاء للكنيسة الكاثوليكية وفي تعاون مع أسقف روما، البابا.

### العصور الوسطى

خريطة ولايات الجزيرة في العصور الوسطى.

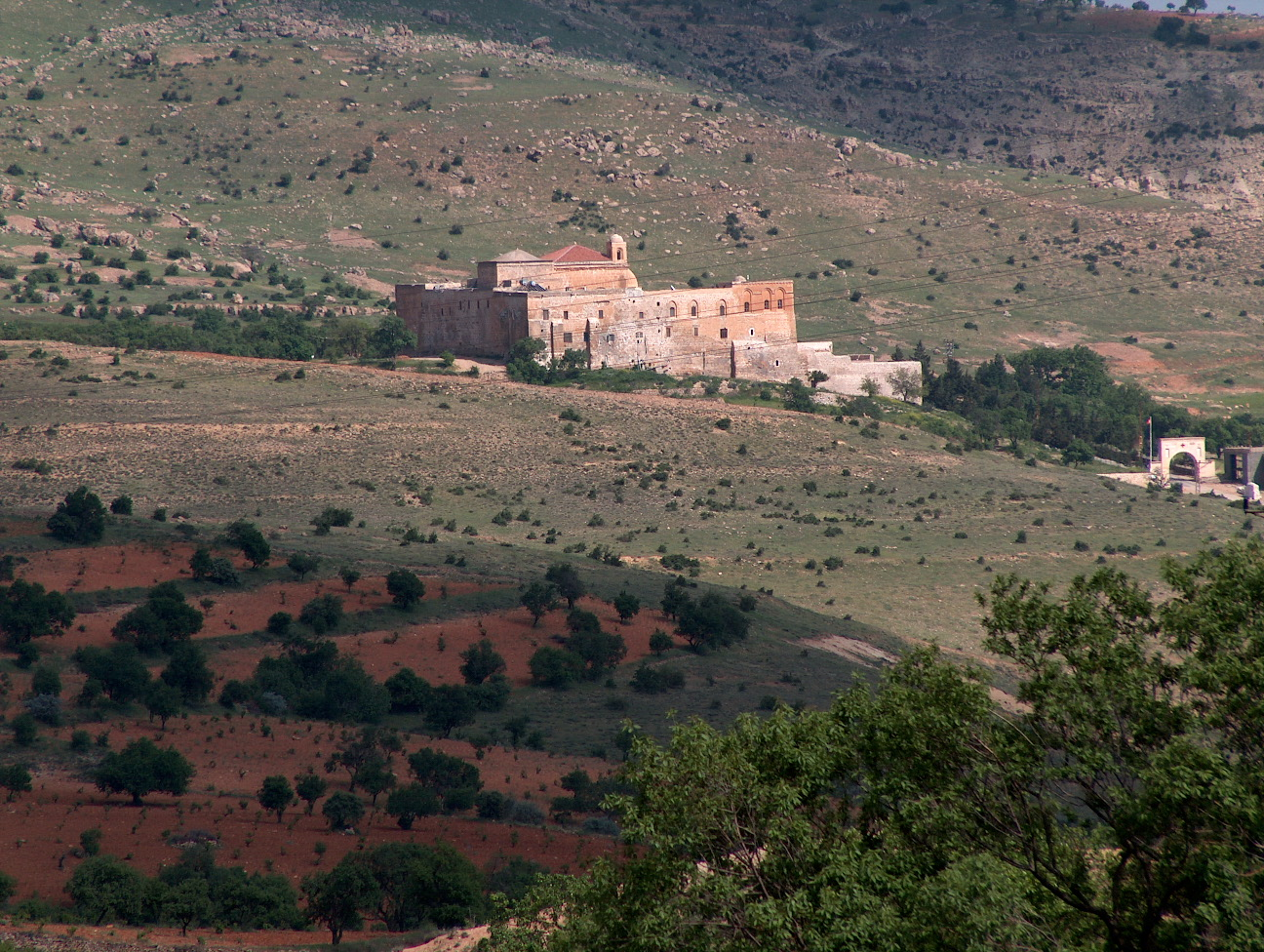
دير مور هانانيو أو دير الزعفران في منطقة طور عبدين

أصبحت كل من المسيحية السريانية واللغة الآرامية الشرقية تحت الضغط بعد ان غزت اللغة العربية المنطقة بعد الفتح الإسلامي لبلاد ما بين النهرين في القرن السابع. لقد اُجبر المسيحيون الآشوريون طوال العصور الوسطى لتعريب superstrate (الطبقة العليا). عانى الآشوريون من اضطهاد شديد بسبب المذابح ذات الدوافع الدينية التي ارتكبها الحاكم التركي المغولي المسلم تيمورلنك في القرن الرابع عشر الميلادي. ومنذ ذلك الحين تخلى الآشوريون عن مدينة آشور القديمة، وأصبحوا أقلية داخل وطنهم القديم.
كان لدى أعالي بلاد ما بين النهرين هيكل راسخ من الأبرشيات في عام 500 بعد الميلاد بعد ان دخلت المسيحية القرن الثالث الميلادي. وبعد سقوط الإمبراطورية الآشورية الحديثة عام 605 قبل الميلاد، ظلت آشور كيانًا لأكثر من 1200 عام تحت الحكم البابلي والشامانيدي والفارسي السلوقي واليوناني البارثي والروماني والساساني الفارسي. وبعد الفتح العربي الإسلامي في النصف الثاني من القرن السابع الميلادي أصبحت آشور منطقة محددة.
شهدت المنطقة الجبلية في موطن الآشوريين، برواري، والتي كانت جزءً من أبرشية بيت النهضة (دهوك حاليًا)، هجرة جماعية للنساطرة بعد سقوط بغداد عام 1258 وغزو تيمورلنك لوسط العراق. لم يتأثر السكان المسيحيون كثيرًا بالفتوحات العثمانية، ولكن بدءً من القرن التاسع عشر سعى الأمراء الأكراد إلى توسعة أراضيهم على حسابهم. وفي ثلاثينيات القرن التاسع عشر، حاول محمد رواندوزي، أمير السوران، إضافة المنطقة إلى سيطرته بالقوة ونهب العديد من القرى الآشورية. جدد بدرخان بك القادم من بوتان هجماته على المنطقة في أربعينيات القرن التاسع عشر، مما أسفر عن مقتل عشرات الآلاف من الآشوريين في برواري وهكاري قبل أن يهزمهم العثمانيون في النهاية.
حدث انقسام داخل كنيسة المشرق في عام 1552: فقد عارض البطريرك المنافس الراسخ، سولاقا، «خط إيليا» الذي افتتح بما يسمى «خط شيمون». لقد دخل هو وخلفاؤه الأوائل في شراكة مع الكنيسة الكاثوليكية، ولكن بعد فترة طويلة ضعف ارتباطهم بروما ولكن تُخلي عنه علنًا عام 1672، عندما تبنى شيمون الثالث عشر دينكا اعتناق الإيمان الذي يتعارض مع روما، بينما حافظ على استقلاليته عن «خط ايليا». انتقلت قيادة أولئك الذين أرادوا أن يكونوا في شركة مع روما إلى رئيس أساقفة عميد جوزيف الأول، الذي اعترفت به أولًا السلطات المدنية التركية (1677) ومن بعدها روما نفسها (1681). وبعد قرن ونصف، في عام 1830، تم منح رئاسة الكاثوليك ليوحنان الثامن هرمزد. كان يوحنان عضوًا في عائلة «خط إيليا»، لكنه عارض انتخاب الأخير بالطريقة العادية كبطريرك، (Isho Isyahb ايشو ياهب -1778-1804)، الذي فاز معظم أتباعه بالشراكة مع روما، بعد ان تم انتخابه بشكل غير نظامي في عام 1780، حيث كانت سولاقا في عام 1552. «خط شيمون» الذي دخل في شراكة مع روما عام 1553 وقطعها عام 1672 الآن الكنيسة التي اعتمدت رسميًا اسم «الكنيسة الآشورية في الشرق». حين أن أحد أفراد عائلة «خط إيليا» هو أحد بطاركة الكنيسة الكلدانية الكاثوليكية.
ولقرون عديدة، على الأقل من زمن جيروم (347 - 420)، يشير مصطلح «الكلدانية» إلى اللغة الآرامية ولا يزال الاسم العادي في القرن التاسع عشر. لكن في عام 1445 بدأ استخدام هذا المصطلح للإشارة إلى المتحدثين بلآرامية في شراكة مع الكنيسة الكاثوليكية، على أساس مرسوم صادر عن مجلس فلورنسا، الذي سبق اعتراف الإيمان بأن تيموثاوس، مطران المتحدثين الآرامي في قبرص باللغة الآرامية والتي نصت على أنه «لن يجرؤ أحد في المستقبل على الاتصال [...] الكلدان والنساطرة». في السابق، عندما لم يكن هناك - حتى اليوم - متحدثون كاثوليكيون بالآرامية من أصل بلاد ما بين النهرين، تم تطبيق مصطلح «الكلدان» مع إشارة واضحة إلى دينهم «النسطوري». هكذا كتب جاك دي فيتري عنهم في 1220/1 «أنهم أنكروا أن مريم هي والدة الإله وادعوا أن المسيح كان في شخصين. قدسوا الخبز المخمر واستخدموا اللغة الكلدانية (السريانية)». حتى النصف الثاني من القرن التاسع عشر. استمر استخدام مصطلح «الكلدان» بشكل عام للمسيحيين السريان الشرقيين، سواء كانوا «نسطوريين» أم كاثوليك: وكان السريان الغربيون هم من ادعوا أنهم ينحدرون من آشور، الابن الثاني سام.

### الفترة الحديثة المبكرة
تصور (الخريطة البويتينغرية) للعالم المسكون، المعروفة لدى الجغرافيين الرومان، سينجارا (سنجار) كأنها تقع في غرب Trogoditi. Persi. Trogoditi. Persi. ((باللاتينية: Troglodytae Persiae)‏، «troglodytes الفارسية») الذين سكنوا المنطقة المحيطة بجبل سنجار. وفي أوقات العرب في العصور الوسطى، كان يُحسب معظم السهل كجزء من محافظة ديار ربيعة، «موطن قبيلة ربيعة». كان السهل موقع تحديد الدرجة من قبل الخوارزمي وعلماء الفلك الآخرين في عهد الخليفة المأمون. كانت سنجار تتباهى بكاتدرائية آشورية شهيرة في القرن الثامن.
أصبحت سوريا وبلاد ما بين النهرين جزءً من الإمبراطورية العثمانية في القرن السادس عشر، بعد فتوحات سليمان القانوني.

### الفترة الحديثة
خلال الحرب العالمية الأولى، عانى الآشورين من الإبادة الجماعية (مذابح سيفو) مما أدى إلى انخفاض أعدادهم بنسبة تصل إلى الثلثين. وبعد ذلك، دخلوا الحرب إلى جانب البريطانيين والروس. وبعد الحرب العالمية الأولى، قُسِم الوطن الآشوري بين الانتداب البريطاني لبلاد ما بين النهرين، التي أصبحت مملكة العراق عام 1932، والانتداب الفرنسي على سوريا الذي أصبح الجمهورية العربية السورية عام 1944.
واجه الآشوريون أعمال انتقامية في ظل النظام الملكي الهاشمي لتعاونهم مع البريطانيين خلال السنوات التي تلت الحرب العالمية الأولى، وفر الكثير منهم إلى الغرب. إن البطريرك شمعون الحادي والعشرون إيشاي، وعلى الرغم من ولادته من سلالة البطاركة في قوتشانيس، فقد تلقى تعليمه في بريطانيا. كما سعى في فترة من الفترات للحصول على وطن للآشوريين في العراق لكنه اضطر إلى اللجوء إلى قبرص في عام 1933، وانتقل لاحقًا إلى شيكاغو، إلينوي، واستقر أخيرًا بالقرب من سان فرانسيسكو، كاليفورنيا.
كان المجتمع المسيحي الكلداني أقل عددًا وصخبًا في زمن الانتداب البريطاني لبلاد الرافدين، ولم يلعب دورًا رئيسيًا في الحكم البريطاني للبلاد. ومع ذلك، ومع نزوح أعضاء الكنيسة الآشورية الشرقية، أصبحت الكنيسة الكلدانية الكاثوليكية أكبر طائفة دينية غير مسلمة في العراق، وصعد بعض الآشوريين الكاثوليك إلى السلطة في حكومة حزب البعث، وكان أبرزهم نائب رئيس الوزراء الوزير طارق عزيز. يفتخر الآشوريون في دهوك بواحدة من أكبر الكنائس في المنطقة تسمى كاتدرائية مار مارسي، وهي مركز الأبرشية. ويعيش عشرات الآلاف من اللاجئين المسيحيين الأيزيديين والآشوريين في المدينة أيضًا بسبب غزو تنظيم الدولة الإسلامية للعراق في عام 2014 وما تلاه من سقوط الموصل.

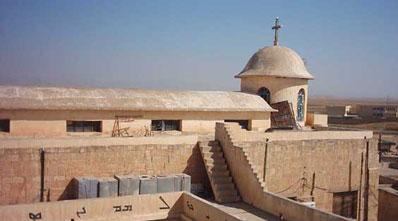
كنيسة كلدانية في تسكوبا.

بالإضافة إلى السكان الآشوريين، كان هناك سكان يهود يتحدثون الآرامية في المنطقة منذ آلاف السنين، ويعيشون بشكل رئيسي في برواري وزاخو وألقوش. ومع ذلك، فإن جميع يهود برواري إما هاجروا أو نُفوا إلى إسرائيل بعد فترة وجيزة من استقلالها في عام 1947. لقد تأثرت المنطقة بشدة بالانتفاضات الكردية خلال الخمسينيات والستينيات من القرن الماضي وتم إخلاء عدد كبير من سكانها خلال حملة الأنفال في الثمانينيات، وعاد بعض منهم إلى ديارهم وأعادوا بناء بيوتهم لاحقًا. أدرجت مدينة أشور، الواقعة في محافظة صلاح الدين، في قائمة اليونسكو للتراث العالمي المعرض للخطر في عام 2003، في ذلك الوقت تعرض الموقع للتهديد من قبل مشروع سد ضخم كان سيُغرق الموقع الأثري القديم.

#### اعتداءات على المسيحيين

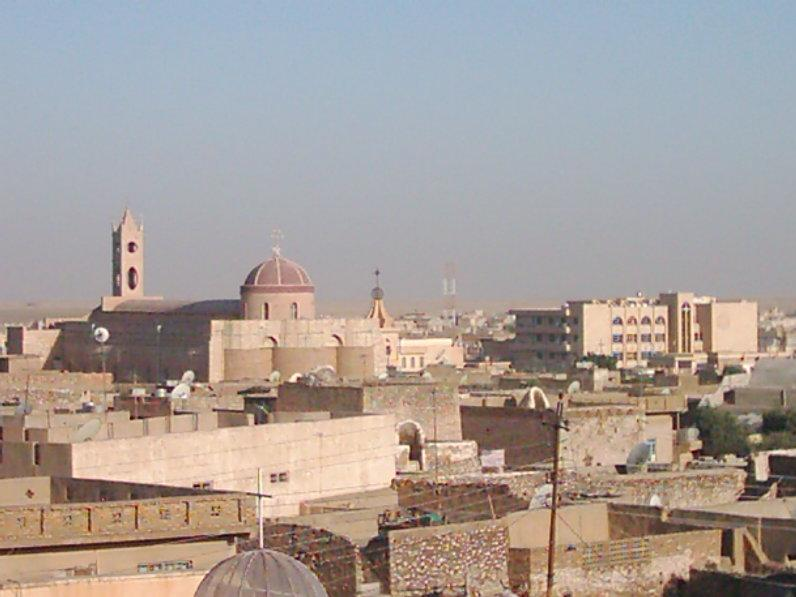
مدينة بغديدا الآشورية في سهل نينوى

بعد الهجمات المنظمة على المسيحيين الآشوريين في العراق، والتي كان أبرزها يوم الأحد، 1 أغسطس / آب 2004، والقصف المتزامن لِست كنائس (بغداد والموصل) وما تلاه من قصف لثلاثين كنيسة أخرى تقريبًا في جميع أنحاء البلاد، بدأت القيادة الآشورية، داخليًا وخارجيًا في اعتبار سهل نينوى الموقع الذي قد يكون فيه أمن المسيحيين ممكنًا. حظيت المدارس خصيصًا باهتمام كبير في هذه المنطقة وفي المناطق الكردية حيث يتركز السكان الآشوريون. وبالإضافة إلى ذلك، تلقت العيادات الزراعية والطبية مساعدة مالية من الشتات الآشوري.
ومع تزايد الهجمات على المسيحيين في البصرة وبغداد والرمادي والمدن الصغيرة، نزحت العديد من العائلات شمالًا إلى ممتلكات الأسرة الممتدة في سهل نينوى. لا يزال مكان اللجوء هذا يعاني من نقص التمويل ويفتقر بشدة إلى البنية التحتية لمساعدة السكان النازحين الذين يتزايد عددهم بشكل متواصل. ومنذ عام 2012، بدأ أيضًا في استقبال افواج من الآشوريين القادمين من سوريا بسبب الحرب الأهلية هناك.
طرد تنظيم الدولة الإسلامية في العراق والشام تقريبًا جميع السكان الغير سُنة من المناطق الجنوبية من السهول، خلال هجوم شمال العراق عام 2014، والتي تشمل تلكيف، وبغديدا، وبرطلة وكرمليس في أغسطس 2014 وعند دخوله البلدة، نهب التنظيم المنازل وأزال الصلبان والمعالم الدينية من الكنائس. كما دمر المقبرة المسيحية في البلدة لاحقًا. تعرضت آثار العصر البرونزي الآشوري والحديدي والمواقع الأثرية والعديد من الكنائس والأديرة الآشورية للتخريب والتدمير بشكل منهجي من قبل التنظيم وتشمل هذه أطلال نينوى، وكالح (ونمرود، وآشور، ودور شروكين والحضر). دمر التنظيم زقورة (وهي معابد مدرجة) عمرها 3000 عام. دمر تنظيم الدولة الإسلامية في العراق والشام كنيسة مريم العذراء، وفي عام 2015 دمرت كنيسة القديس مرقركس وجرفت المقبرة.
وبعد وقت قصير من بداية معركة الموصل، تقدمت القوات العراقية باتجاه تل كيبي، استمر القتال حتى عام 2017. استعادت القوات العراقية البلدة من تنظيم الدولة الإسلامية في 19 كانون الثاني / يناير 2017.

## جغرافية
بسبب خط العرض والارتفاع، فإن الأرض الآشوري أكثر برودة ورطوبة من معظم مناطق العراق. تقع معظم المناطق في المنطقة ضمن منطقة مناخ البحر الأبيض المتوسط (Csa)، حيث تكون المناطق الواقعة إلى الجنوب الغربي شبه قاحلة (BSh).
| البيانات المناخية لـتلكيف                | البيانات المناخية لـتلكيف | البيانات المناخية لـتلكيف | البيانات المناخية لـتلكيف | البيانات المناخية لـتلكيف | البيانات المناخية لـتلكيف | البيانات المناخية لـتلكيف | البيانات المناخية لـتلكيف | البيانات المناخية لـتلكيف | البيانات المناخية لـتلكيف | البيانات المناخية لـتلكيف | البيانات المناخية لـتلكيف | البيانات المناخية لـتلكيف | البيانات المناخية لـتلكيف |
| الشهر                                    | يناير                     | فبراير                    | مارس                      | أبريل                     | مايو                      | يونيو                     | يوليو                     | أغسطس                     | سبتمبر                    | أكتوبر                    | نوفمبر                    | ديسمبر                    | المعدل السنوي             |
| ---------------------------------------- | ------------------------- | ------------------------- | ------------------------- | ------------------------- | ------------------------- | ------------------------- | ------------------------- | ------------------------- | ------------------------- | ------------------------- | ------------------------- | ------------------------- | ------------------------- |
| متوسط درجة الحرارة الكبرى °م (°ف)        | 12 (54)                   | 14 (57)                   | 20 (68)                   | 26 (79)                   | 34 (93)                   | 38 (100)                  | 43 (109)                  | 40 (104)                  | 38 (100)                  | 30 (86)                   | 20 (68)                   | 14 (57)                   | 27 (81)                   |
| متوسط درجة الحرارة الصغرى °م (°ف)        | 2 (36)                    | 4 (39)                    | 8 (46)                    | 11 (52)                   | 16 (61)                   | 21 (70)                   | 25 (77)                   | 24 (75)                   | 20 (68)                   | 14 (57)                   | 6 (43)                    | 4 (39)                    | 13 (55)                   |
| الهطول مم (إنش)                          | 39 (1.5)                  | 69 (2.7)                  | 51 (2.0)                  | 9 (0.4)                   | 0 (0)                     | 0 (0)                     | 0 (0)                     | 0 (0)                     | 0 (0)                     | 6 (0.2)                   | 36 (1.4)                  | 60 (2.4)                  | 270 (10.6)                |
| متوسط أيام هطول الأمطار                  | 10                        | 10                        | 11                        | 9                         | 0                         | 0                         | 0                         | 0                         | 0                         | 5                         | 8                         | 12                        | 65                        |
| المصدر: World Weather Online (2000-2012) |                           |                           |                           |                           |                           |                           |                           |                           |                           |                           |                           |                           |                           |

| البيانات المناخية لـزاخو          | البيانات المناخية لـزاخو | البيانات المناخية لـزاخو | البيانات المناخية لـزاخو | البيانات المناخية لـزاخو | البيانات المناخية لـزاخو | البيانات المناخية لـزاخو | البيانات المناخية لـزاخو | البيانات المناخية لـزاخو | البيانات المناخية لـزاخو | البيانات المناخية لـزاخو | البيانات المناخية لـزاخو | البيانات المناخية لـزاخو | البيانات المناخية لـزاخو |
| الشهر                             | يناير                    | فبراير                   | مارس                     | أبريل                    | مايو                     | يونيو                    | يوليو                    | أغسطس                    | سبتمبر                   | أكتوبر                   | نوفمبر                   | ديسمبر                   | المعدل السنوي            |
| --------------------------------- | ------------------------ | ------------------------ | ------------------------ | ------------------------ | ------------------------ | ------------------------ | ------------------------ | ------------------------ | ------------------------ | ------------------------ | ------------------------ | ------------------------ | ------------------------ |
| متوسط درجة الحرارة الكبرى °م (°ف) | 10.2 (50.4)              | 12.2 (54.0)              | 16.5 (61.7)              | 21.8 (71.2)              | 29.1 (84.4)              | 36.2 (97.2)              | 40.4 (104.7)             | 40.0 (104.0)             | 35.7 (96.3)              | 27.9 (82.2)              | 19.4 (66.9)              | 12.3 (54.1)              | 25.1 (77.3)              |
| متوسط درجة الحرارة الصغرى °م (°ف) | 1.9 (35.4)               | 3.1 (37.6)               | 6.1 (43.0)               | 10.1 (50.2)              | 15.0 (59.0)              | 20.1 (68.2)              | 23.7 (74.7)              | 23.2 (73.8)              | 19.2 (66.6)              | 13.7 (56.7)              | 8.4 (47.1)               | 3.9 (39.0)               | 12.4 (54.3)              |
| الهطول مم (إنش)                   | 144 (5.7)                | 136 (5.4)                | 129 (5.1)                | 109 (4.3)                | 43 (1.7)                 | 0 (0)                    | 0 (0)                    | 0 (0)                    | 1 (0.0)                  | 27 (1.1)                 | 83 (3.3)                 | 127 (5.0)                | 799 (31.6)               |
| المصدر:                           |                          |                          |                          |                          |                          |                          |                          |                          |                          |                          |                          |                          |                          |

## التركيبة السكانية

خريطة طور عابدين تظهر القرى والأديرة السريانية. يشار إلى الأديرة العاملة بواسطة الصلبان الحمراء ، والأديرة المهجورة موضحة بصلبان برتقالية.

يتوزع الآشوريون بين الوطن الآشوري والشتات الآشوري. لا توجد إحصائيات رسمية لكن تفاوتت وتراوحت التقديرات بين أقل من مليون (في الوطن الآشوري)  و 3.3 مليون (شاملاً المهاجرين والنازحين) تقريبَا نظرًا لانه لم يتم التأكد من عدد الآشوريين في العراق وسوريا. منذ حرب العراق عام 2003، نزح الآشوريون العراقيون إلى سوريا بأعداد كبيرة مجهولة. منذ اندلاع الحرب الأهلية السورية في عام 2011 نزح الآشوريون السوريون إلى تركيا بأعداد كبيرة ومجهولة ايضًا . يمتد موطن الآشوريين الأصليين لعدة مناطق هي «جزء من شمال العراق اليوم وجنوب شرق تركيا وشمال غرب إيران وشمال شرق سوريا». الجاليات الآشورية التي لا تزال موجودة في الوطن الآشوري هي في سوريا (400000)،  العراق (300000)،  إيران (20000)،  وتركيا (15000-25100). معظم الآشوريين الذين يعيشون في سوريا اليوم في محافظة الحسكة وفي القرى الواقعة على طول نهر الخابور، ترجع اصولهم للاجئين الذين وصلوا اليها بعد الإبادة الجماعية الآشورية ومجزرة سيميل في العشرينيات والثلاثينيات. عاشت الطوائف المسيحية من السريان الأرثوذكس الشرقيين في طور عابدين، وهي منطقة تقع في جنوب شرق تركيا، عاش الآشوريون النسطوريون في جبال هكاري التي تمتد على حدود شمال العراق وجنوب تركيا، وكذلك سهل أورميا وهي منطقة تقع على الضفة الغربية. في بحيرة أورميا، عاش الكلدان والسريان الكاثوليك في سهل نينوى وهي منطقة تقع في شمال العراق.
فر أكثر من نصف المسيحيين العراقيين إلى البلدان المجاورة منذ بداية حرب العراق ولم يعد الكثير منهم، على الرغم من أن عددًا من المهاجرين عادوا إلى الوطن الآشوري التقليدي في منطقة الحكم الذاتي الكردية. يعيش معظم الآشوريين في الوقت الحاضر في شمال العراق، حيث دُمرمجتمعهم بالكامل في شمال (تركيا) هكاري، واما الموجودة في طور عابدين وسهل أورمية مهجورة تقريبًا .

## إنشاء مقاطعة آشورية مستقلة
تشكل المدن والقرى الآشورية في سهل نينوى مركزًا لأولئك الذين ينتمون إلى التقاليد السريانية المسيحية، وبما أن هذه المنطقة هي الموطن القديم للإمبراطورية الآشورية الذي يتتبع من خلالها الشعب الآشوري تراثهم الثقافي . التي تركزت على هذا السهل الجهود لتشكيل كيان آشوري مستقل . كانت هناك دعوات من قبل بعض السياسيين داخل العراق وخارجه لإنشاء منطقة مستقلة الحكم للمسيحيين الآشوريين في هذه المنطقة.
في القانون الإداري الانتقالي الذي تم تبنيه في مارس 2004 في بغداد، لم يتم فقط وضع أحكام للحفاظ على الثقافة الآشورية من خلال التعليم والإعلام بل تم أيضًا قبول بند بختص بالوحدة إدارية. تنص المادة 125 من الدستور العراقي ما يلي: «يكفل هذا الدستور الحقوق الإدارية والسياسية والثقافية والتعليمية للقوميات المختلفة كالتركمان والكلدان والآشوريين وسائر المكونات الأخرى، وينظم ذلك بقانون».  بما أن المدن والقرى في سهل نينوى تشكل مركزًا لمن ينتمون إلى التقاليد السريانية المسيحية، وبما أن هذه المنطقة هي الموطن القديم للإمبراطورية الآشورية التي يتتبع سكانها من خلالها تراثهم الثقافي، فإن سهل نينوى هي المنطقة التي تحوي الجهود المركزة لتشكيل كيان آشوري مستقل .
في 21 يناير 2014، أعلنت الحكومة العراقية أن سهل نينوى سيصبح محافظة جديدة والتي ستكون بمثابة ملاذ آمن للآشوريين. بعد تحرير سهل نينوى من داعش عام 2016-2017، دعت جميع الأحزاب السياسية الآشورية الاتحاد الأوروبي ومجلس الأمن التابع للأمم المتحدة إلى إنشاء محافظة آشورية مسقلة ذاتيًا في سهل نينوى.
عقد مؤتمر في بروكسل في اواخر حزيران عام 2017 بعنوان مستقبل المسيحيين في العراق. نظم حزب الشعب الأوروبي المؤتمر وحضره عدد من المشاركين في المنظمات الآشورية / الكلدانية / السريانية، وبما فيهم ممثلوا الحكومة العراقية وحكومة إقليم كردستان. وقاطع المؤتمر الحركة الديمقراطية الآشورية وأبناء بلاد ما بين النهرين والحزب الوطني الآشوري والكنيسة الكلدانية الكاثوليكية وكنيسة المشرق الآشورية. تم التوقيع على ورقة تأيد موقفهم من قبل المنظمات السياسية المتبقية.

## روابط خارجية
- نينوى، آشور (بيت نهرين)